# Dyschoriste celebica
Dyschoriste celebica är en akantusväxtart som beskrevs av Cornelis Eliza Bertus Bremekamp. Dyschoriste celebica ingår i släktet Dyschoriste och familjen akantusväxter. Inga underarter finns listade i Catalogue of Life.